# Aeroportul Sultan Mahmud
Aeroportul Sultan Mahmud (IATA: TGG, ICAO: WMKN) este un aeroport din Kuala Nerus⁠(d), Terengganu, Malaysia ce deservește zona Terengganu. Aeroportul a fost tranzitat în 2021 de 164.084 de pasageri.
Situat la o altitudine de 12 m, aeroportul dispune de 1 pistă. Este operat de Malaysia Airports⁠(d).

## Infrastructură

### Piste
Aeroportul dispune de o singură pistă. Pista are orientarea 04/22. 